# Palau Bernardo Nani
El Palau Bernardo Nani Lucheschi és un edifici civil venecià, situat al barri de Dorsoduro i amb vistes al Gran Canal entre Ca' Rezzonico i el Palau Giustinian Bernardo.

## Història
Va ser construït durant el segle XVI per Alessandro Vittoria. Originalment, la façana principal era la lateral, amb vistes als jardins situats on avui hi ha Ca' Rezzonico.

## Arquitectura
Construïda durant el període de transició entre el Renaixement i el Barroc, té una façana d'una compacitat i regularitat extraordinàries, dividida en la planta baixa, dos pisos nobles i unes golfes. Seguint els dictats de l'arquitectura veneciana, organitza la seva façana al voltant d'un eix central caracteritzat per la presència de dues finestres trifores amb balcons i la porta d'aigua. A dreta i esquerra, es desenvolupen parells de finestres monofàl·liques, que traeixen així el pla intern, organitzat al voltant d'un portell que passa, culminant en un atri amb una escala i identificable com l'eix mitjà de les habitacions laterals. La façana blanca també es caracteritza per la presència de dos escuts d'armes a l'alçada del segon pis. Un altre element realment valuós és el jardí posterior, molt ben cuidat i extraordinàriament llarg, creat durant el segle XIX.